# Fleckenziesel
Der Fleckenziesel (Xerospermophilus spilosoma, Syn.: Spermophilus spilosoma) ist eine Hörnchenart aus der Gattung Xerospermophilus. Er kommt von den südwestlichen Vereinigten Staaten bis in den Norden und das zentrale Mexiko vor.

## Merkmale
Der Fleckenziesel erreicht eine Kopf-Rumpf-Länge von etwa 18,5 bis 25,3 Zentimetern, der Schwanz wird etwa 55 bis 92 Millimeter lang und ist damit deutlich kürzer als der restliche Körper. Das Gewicht liegt bei 100 bis 200 Gramm. Die Tiere haben eine graue, zimtfarbene bis braune oder rötliche Rückenfärbung, die mit einer deutlichen Sprenkelung mit weißen bis hell sandfarbenen Flecken durchsetzt ist. Die Tiere weisen dabei eine große Variabilität in der Färbung und Fleckung auf. Die Bauchseite ist weißlich, hell zimtfarben oder rosa-sandfarben. Der Schwanz entspricht in seiner Farbe der Rückenfärbung, wird zur Schwanzspitze hin allerdings dunkler rotbraun bis schwarz, die Unterseite ist in der Mitte zimtbraun.

## Verbreitung

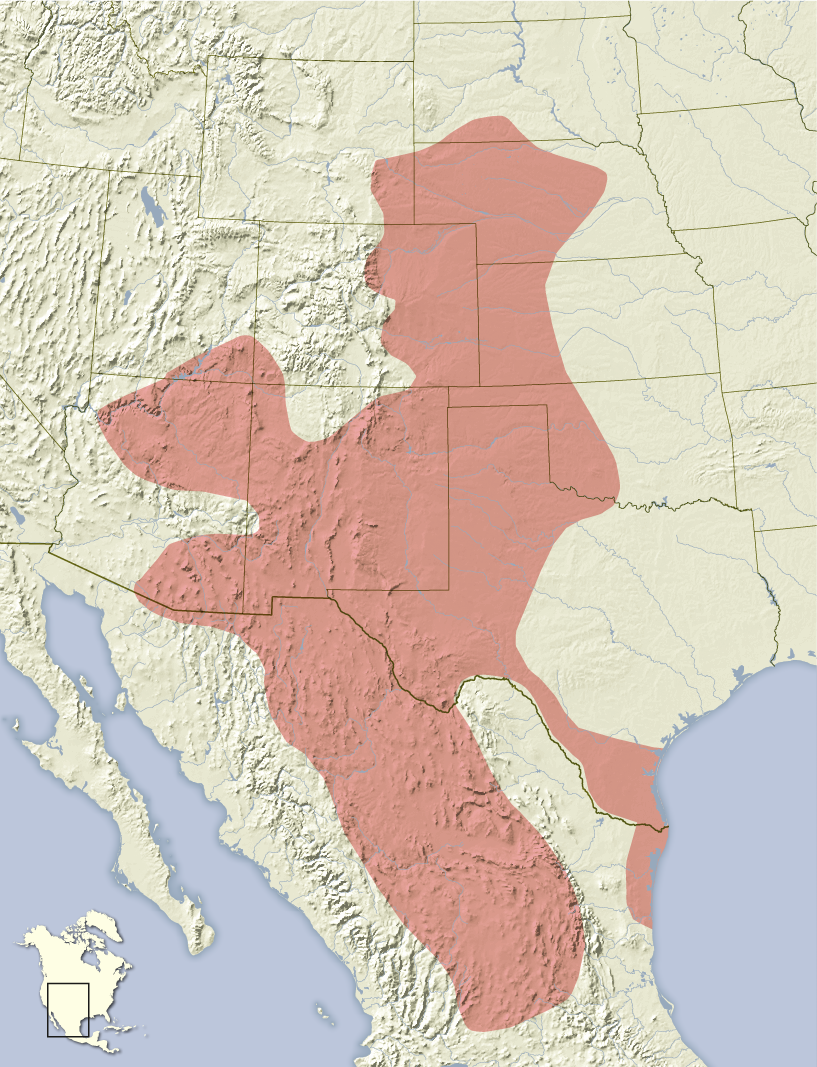
Verbreitungsgebiet des Fleckenziesels

Der Fleckenziesel kommt in den Vereinigten Staaten vom südöstlichen Wyoming und dem südwestlichen South Dakota über Texas, Arizona und New Mexico bis in den Norden und das zentrale Mexiko vor. In Mexiko ist die Art im Norden von Sonora, in Chihuahua und in Coahuila nach Süden in das nördliche Jalisco, das nördliche Guanajuato und Tamaulipas heimisch.

## Lebensweise
Der Fleckenziesel ist tagaktiv und lebt in trockenen, sandigen Habitaten mit spärlicher Vegetation wie Wüsten-Grasland, Buschland, stark beweideten Flächen, Sanddünen, sandigen Küstenbereichen und grasbewachsenen Ruderalflächen, Friedhöfen und Schulflächen im Siedlungsbereich. Er ist omnivor und die Nahrung besteht wie bei anderen Erdhörnchen vor allem aus verschiedenen Pflanzenteilen wie Knospen, Sprossen, Blüten und Blättern sowie Samen, Insekten und kleinen Wirbeltieren. Die Tiere leben wie andere Erdhörnchen am Boden und in einfachen unterirdischen und bis etwa einen Meter tiefen Bauen. Die Tiere überwintern je nach Region in der Regel für mehrere, meist sieben bis acht Monate. Diese nicht sehr tiefe Winterruhe beginnt bei den ausgewachsenen Tieren im Juli bis August, bei den Jungtieren im späten September und dauert bis in das frühe Frühjahr. Die Jungtiere des Vorjahres erwachen vor den erwachsenen Männchen, diese verlassen etwa zwei bis drei Wochen vor den Weibchen ihre Baue. Der Aktivitätsbereich ist bei beiden Geschlechtern relativ groß, er beträgt bei den Männchen etwa 1,0 bis 4,9 Hektar und bei den Weibchen 0,5 bis 1,6 Hektar. Die Dichte der Baue und damit die Besiedlungsdichte ist relativ klein.
Die Paarungszeit beginnt nach dem Erwachen der Weibchen ab März. Während der Paarungszeit verhalten sich die Männchen gegenüber Artgenossen sehr territorial und aggressiv. Die Tragzeit dauert etwa 28 Tage, danach werfen die Weibchen im Bau fünf bis acht Jungtiere. Die Jungtiere verlassen nach drei bis vier Wochen erstmals den Bau, die Entwöhnung erfolgt nach weiteren drei Wochen.
Die wichtigsten Fressfeinde für den Fleckenziesel sind Marder, Hunde, Greifvögel und Schlangen.

## Systematik
Der Fleckenziesel wird als eigenständige Art innerhalb der Gattung der Xerospermophilus eingeordnet, die aus vier Arten besteht. Die Art wurde lange als Teil der Ziesel und darin ebenso wie der Perote-Ziesel innerhalb der Untergattung Ictidomys eingeordnet. Nach einer umfassenden molekularbiologischen Untersuchung wurden beide Arten jedoch der nun eigenständigen Gattung Xerospermophilus zugeordnet. Die wissenschaftliche Erstbeschreibung stammt von dem britischen Zoologen Edward Turner Bennett aus dem Jahr 1833. Er beschrieb die Art als Spermophilus spilosoma anhand von Individuen aus der Region um die Stadt Victoria de Durango, heute im mexikanischen Bundesstaat Durango in Mexiko. 1863 beschrieb Robert Kennicott mit Spermophilus obsoletus aus Nebraska eine neue Art der Gattung, die heute ebenso wie bei beiden 1890 von Clinton Hart Merriam beschriebenen Arten Spermophilus canescens und Spermophilus cryptospilosus als taxonomische Synonyme und Unterarten betrachtet werden.
In einer phylogenetischen Untersuchung mit einem Fokus auf die Verwandtschaft des Perote-Ziesels wurde der Fleckenziesel als Schwesterart des Perote-Ziesels identifiziert und den beiden anderen Arten der Gattung, dem Mojave-Ziesel und dem Rundschwanzziesel, gegenübergestellt. Innerhalb der Art werden gemeinsam mit der Nominatform dreizehn Unterarten unterschieden:

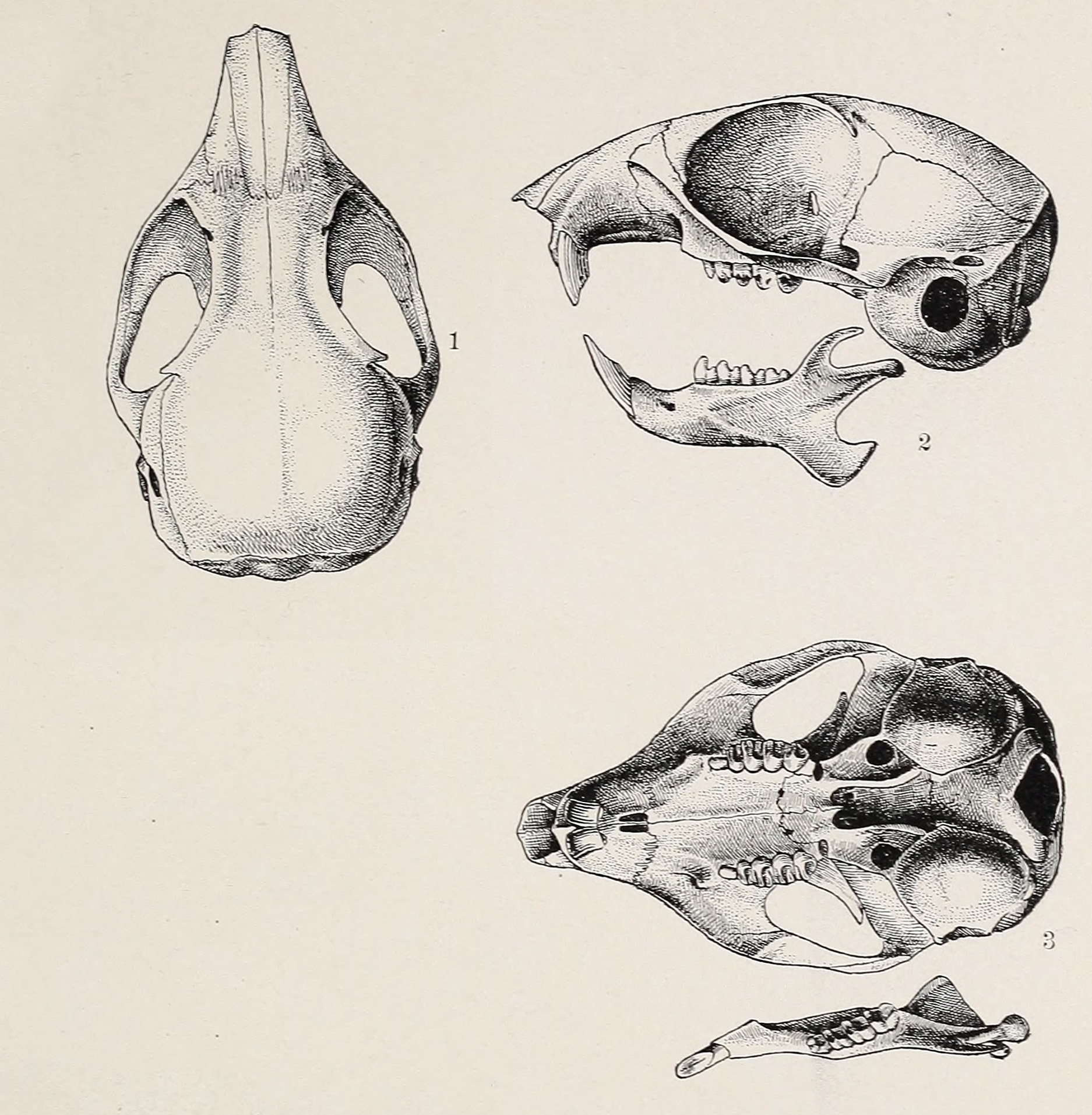
Schädel von Xerospermophilus spilosoma cryptospilotus, Zeichnung aus der Erstbeschreibung von Merriam 1870

- Xerospermophilus spilosoma spilosoma: Nominatform; im mexikanischen Bundesstaat Durango.
- Xerospermophilus spilosoma altiplanensis: Höhenlagen im westlichen und zentralen Bundesstaat Chihuahua. Die Rückenfärbung ist dunkel und gelblich.
- Xerospermophilus spilosoma ammophilus: im extremen Norden des Bundesstaats Chihuahua. Es handelt sich um eine sehr helle, blasse Form, die in den Sanddünen um die Ciudad Juárez.
- Xerospermophilus spilosoma annectens: im südlichen Texas und am Rio Grande in den USA. Die Färbung entspricht der Nominatform, allerdings ist der Schädel länger ausgebildet, besitzt eine schmalere Schädelbasis und ist im Bereich der Augen breiter.
- Xerospermophilus spilosoma bavicorensis: endemisch im Becken der Laguna de Babícora in Chihuahua. Die Unterart ist groß und besitzt ein für die Art ungewöhnlich schwarzes Fell.
- Xerospermophilus spilosoma cabrerai: in San Luis Potosí und Umland in Zentralmexiko. Die Form ist groß und dunkel. Die Erstbeschreibung erfolgte 1951 als Citellus spilosoma cabrerai durch den amerikanischen Zoologen Walter Woelber Dalquest, der die Tiere in der Nähe von Nuñez in San Luis Potosí fing.[8]
- Xerospermophilus spilosoma canescens: vom süd-zentralen New Mexico über Texas bis nach Coahuila in Mexiko. Die Form hat einen rötlichen Einschlag mit deutlicher Fleckung auf dem Rücken, wobei die hinteren Flecken größer und zahlreicher sind. Die Unterart wurde 1890 von Clinton Hart Merriam als eigenständige Art Spermophilus cryptospilosus eingeführt.[6]

- Xerospermophilus spilosoma cryptospilotus: Im Vierländereck von Arizona, Utah, Colorado und New Mexico. Die Form ist blass und eher rötlich mit deutlicher Fleckung auf dem Rücken. Die Unterart wurde 1890 von Clinton Hart Merriam als eigenständige Art Spermophilus canescens eingeführt.[6]
- Xerospermophilus spilosoma marginatus: im südöstlichen Colorado und südwestlichen Kansas, New Mexico, dem westlichen Texas und dem angrenzenden Oklahoma. Die Fleckung auf dem Rücken ist reduziert, die Rückenfarbe ist blass und grau mit rötlichem Einschlag.
- Xerospermophilus spilosoma obsoletus: im südöstlichen Wyoming, dem nordöstlichen Oklahoma, dem westlichen Nebraska und dem nordwestlichen Kansas. Die eher graubraune Form hat weniger deutliche bis undeutliche Flecken. 1863 beschrieb Robert Kennicott diese Unterart als eigene Art Spermophilus obsoletus aus Nebraska.[9][6]
- Xerospermophilus spilosoma oricolus: im Küstenbereich von Tamaulipas in Mexiko. Die Form ist deutlich gefleckt, die Hinterbeine sind zimtbraun-sandfarben.
- Xerospermophilus spilosoma pallescens: in Zentral-Mexiko. Die Form ist dunkler im Bereich des hinteren Rückens und besitzt sehr kleine Flecken.
- Xerospermophilus spilosoma pratensis: im nördlichen  Arizona. Die Form ist klein mit kurzem Schwanz, der Rücken und die Schwanzspitze sind dunkel. Die Unterart wurde ebenfalls 1890 von Clinton Hart Merriam eingeführt.[6]

## Status, Bedrohung und Schutz
Der Fleckenziesel wird von der International Union for Conservation of Nature and Natural Resources (IUCN) als nicht gefährdet (least concern) eingeordnet. Begründet wird dies durch das relativ große Verbreitungsgebiet, die angenommen großen Bestände und die Fähigkeit, eine breite Palette von Lebensräumen zu besiedeln. Die Art ist regional relativ häufig, potenzielle Gefährdungsursachen sind nicht bekannt.

## Belege
1. 1 2 3 4 5 6 7 8 9 10  Richard W. Thorington Jr., John L. Koprowski, Michael A. Steele: Squirrels of the World. Johns Hopkins University Press, Baltimore MD 2012; S. 368–369. ISBN 978-1-4214-0469-1
2. 1 2 3  Xerospermophilus spilosoma in der Roten Liste gefährdeter Arten der IUCN 2015.4. Eingestellt von: A.V. Linzey, R. Timm, S.T. Álvarez-Castañeda,I. Castro-Arellano, T. Lacher, 2008. Abgerufen am 18. Mai 2016.
3. ↑  Matthew D. Herron, Todd A. Castoe, Christopher L. Parkinson: Sciurid phylogeny and the paraphyly of holarctic ground squirrels (Spermophilus). Molecular Phylogenetics and Evolution 31, 2004; S. 1015–1030. (Volltext (Memento des Originals vom 17. April 2015 im Internet Archive)  Info: Der Archivlink wurde automatisch eingesetzt und noch nicht geprüft. Bitte prüfe Original- und Archivlink gemäß Anleitung und entferne dann diesen Hinweis., PMID 15120398)
4. ↑  Kristofer M. Helgen, F. Russell Cole, Lauren E. Helgen, Don E. Wilson: Generic Revision in the holarctic ground squirrels genus Spermophilus. Journal of Mammalogy 90 (2), 2009; S. 270–305. doi:10.1644/07-MAMM-A-309.1
5. 1 2  Spermophilus (Ictidomys) spilosoma In: Don E. Wilson, DeeAnn M. Reeder (Hrsg.): Mammal Species of the World. A taxonomic and geographic Reference. 2 Bände. 3. Auflage. Johns Hopkins University Press, Baltimore MD 2005, ISBN 0-8018-8221-4.
6. 1 2 3 4 5 6  Donald P. Streubel, James P. Fitzgerald: Spermophilus spilosoma. Mammalian Species 101, 1978; S. 1–4. (Volltext)
7. 1 2  Jesús A. Fernández: Phylogenetics and biogeography of the microendemic rodent Xerospermophilus perotensis (Perote ground squirrel) in the Oriental Basin of Mexico. Journal of Mammalogy 93 (6), 2012; S. 1431–1439. doi:10.1644/11-MAMM-A-409.1
8. ↑  Walter Woelber Dalquest: Two new mammals from central Mexico. Proceedings of the Biological Society of Washington 64, 1951; S. 105–107. (Volltext).
9. ↑  Robert Kennicott: Descriptions of four new species of Spermophilus, in the collections of the Smithsonian Institution. Academy of Natural Sciences of Philadelphia Proceedings, 1863; S. 157–158. (Digitalisat)